# 福崎 (大阪市)
福崎（ふくざき）は、大阪府大阪市港区にある町名。現行行政地名は福崎一丁目から福崎三丁目。

## 地理
港区の南部に位置し、二丁目と三丁目は、島内に属している。北東に市岡、北西に池島、北に三先と接している。また、全体的に倉庫や企業などが多く占めている。

### 河川
- 三十間堀川

## 世帯数と人口
2019年（平成31年）3月31日現在の世帯数と人口は以下の通りである。
| 丁目               | 世帯数  | 人口  |
| ------------------ | ------- | ----- |
| 福崎一丁目         | 30世帯  | 54人  |
| 福崎二丁目・三丁目 | 89世帯  | 102人 |
| 計                 | 119世帯 | 156人 |

### 人口の変遷
国勢調査による人口の推移。
| 1995年（平成7年）  | 388人 | [ 5 ] |  |
| 2000年（平成12年） | 340人 | [ 6 ] |  |
| 2005年（平成17年） | 289人 | [ 7 ] |  |
| 2010年（平成22年） | 202人 | [ 8 ] |  |
| 2015年（平成27年） | 125人 | [ 9 ] |  |

### 世帯数の変遷
国勢調査による世帯数の推移。
| 1995年（平成7年）  | 203世帯 | [ 5 ] |  |
| 2000年（平成12年） | 161世帯 | [ 6 ] |  |
| 2005年（平成17年） | 152世帯 | [ 7 ] |  |
| 2010年（平成22年） | 128世帯 | [ 8 ] |  |
| 2015年（平成27年） | 64世帯  | [ 9 ] |  |

## 事業所
2016年（平成28年）現在の経済センサス調査による事業所数と従業員数は以下の通りである。
| 丁目       | 事業所数  | 従業員数 |
| ---------- | --------- | -------- |
| 福崎一丁目 | 37事業所  | 1,017人  |
| 福崎二丁目 | 89事業所  | 1,711人  |
| 福崎三丁目 | 57事業所  | 1,360人  |
| 計         | 183事業所 | 4,088人  |

## 施設
- 福崎住吉神社
- 西濃運輸 大阪西支店
- アート引越センター 西大阪支店
- 日本郵便メンテナンス 近畿支店

## その他

### 日本郵便
- 〒552-0013[3]（集配局：大阪港郵便局[11]）